# Kim So-hui
Kim So-hui (kor. 김소희; ur. 29 stycznia 1994 w Jecheon) – południowokoreańska zawodniczka taekwondo, mistrzyni olimpijska z Rio de Janeiro (2016), dwukrotna mistrzyni świata, mistrzyni igrzysk azjatyckich i medalistka uniwersjady.
W 2016 roku uczestniczyła w igrzyskach olimpijskich w Rio de Janeiro. W kategorii do 49 kg zdobyła złoty medal olimpijski. W 2010 roku wzięła również udział w igrzyskach olimpijskich młodzieży, w tej samej kategorii wagowej zajmując dziewiąte miejsce.
W 2011 i 2013 roku zdobyła złote medale mistrzostw świata w taekwondo w kategorii do 46 kg. Ponadto w 2014 roku zdobyła złoty medal igrzysk azjatyckich, a w 2012 roku brązowy medal mistrzostw Azji w tej samej kategorii wagowej. W 2015 roku wywalczyła ponadto brązowy medal w zawodach drużynowych rozegranych na uniwersjadzie.